# Jakymiwka
Jakymiwka (ukrainisch Якимівка; russisch Акимовка/Akimowka) ist eine Siedlung städtischen Typs in der Oblast Saporischschja in der südlichen Zentralukraine. Sie war bis 2020 das Verwaltungszentrum des Rajons Jakymiwka und liegt am Fluss Malyj Utljuk (Малий Утлюк). Seitdem gehört das Gebiet zum neuen Rajon Melitopol.

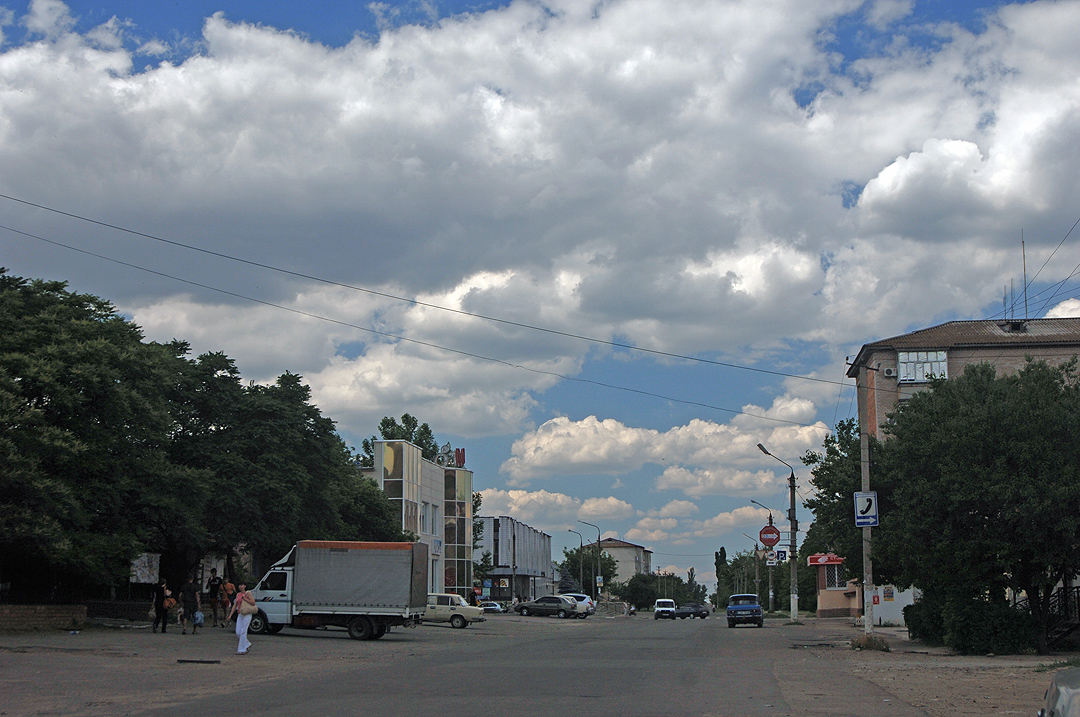
Blick ins Ortszentrum

Der Ort wurde 1833 zum ersten Mal erwähnt und besitzt seit 1957 den Status einer Siedlung städtischen Typs.
1874 wurde südlich des Ortskernes ein Bahnhof an der heutigen Bahnstrecke Sewastopol–Charkiw eröffnet.
Infolge des russischen Überfalls auf die Ukraine ist Jakymiwka seit März 2022 von Russland besetzt.

## Verwaltungsgliederung
Am 16. Mai 2017 wurde die Siedlung zum Zentrum der neugegründeten Siedlungsgemeinde Jakymiwka (Якимівська селищна громада/Jakymiwska selyschtschna hromada). Zu dieser zählten auch die 28 in der untenstehenden Tabelle aufgelistetenen Dörfer sowie die 4 Ansiedlungen Jakymiwske, Maxyma Horkoho, Peremoschne und Trudowe, bis dahin bildete sie die gleichnamige Siedlungsratsgemeinde Jakymiwka (Якимівська селищна рада/Jakymiwska selyschtschna rada) im Norden des Rajons Jakymiwka.
Am 12. Juni 2020 kamen noch die Dörfer Hanniwka, Jelysawetiwka, Nowodanyliwka und Welyka Terniwka zum Gemeindegebiet.
Seit dem 17. Juli 2020 ist sie ein Teil des Rajons Melitopol.
Folgende Orte sind neben dem Hauptort Jakymiwka Teil der Gemeinde:
| Name                     | Name             | Name                                 |
| ukrainisch transkribiert | ukrainisch       | russisch                             |
| ------------------------ | ---------------- | ------------------------------------ |
| Andrijiwka               | Андріївка        | Андреевка (Andrejewka)               |
| Bohatyr                  | Богатир          | Богатырь                             |
| Dawydiwka                | Давидівка        | Давыдовка (Dawydowka)                |
| Druschba                 | Дружба           | Дружба                               |
| Hanniwka                 | Ганнівка         | Анновка (Annowka)                    |
| Hwardijske               | Гвардійське      | Гвардейское (Gwardeiskoje)           |
| Jakymiwske               | Якимівське       | Акимовское (Akimowskoje)             |
| Jelysawetiwka            | Єлизаветівка     | Елизаветовка (Jelisawetowka)         |
| Jurjiwka                 | Юр'ївка          | Юрьевка (Jurjewka)                   |
| Mala Terniwka            | Мала Тернівка    | Малая Терновка (Malaja Ternowka)     |
| Maxyma Horkoho           | Максима Горького | Максима Горького (Maxima Gorkogo)    |
| Mychajliwske             | Михайлівське     | Михайловское (Michailowskoje)        |
| Myrne                    | Мирне            | Мирное (Mirnoje)                     |
| Nowodanyliwka            | Новоданилівка    | Новоданиловка (Nowodanilowka)        |
| Oleksandriwka            | Олександрівка    | Александровка (Alexandrowka)         |
| Peremoha                 | Перемога         | Перемога (Peremoga)                  |
| Peremoschne              | Переможне        | Переможное (Peremoschnoje)           |
| Petriwka                 | Петрівка         | Петровка (Petrowka)                  |
| Radywoniwka              | Радивонівка      | Радивоновка (Radiwonowka)            |
| Rosiwka                  | Розівка          | Розовка (Rosowka)                    |
| Scheljuhy                | Шелюги           | Шелюги (Scheljugi)                   |
| Schewtschenka            | Шевченка         | Шевченко (Schewtschenko)             |
| Sernowe                  | Зернове          | Зерновое (Sernowoje)                 |
| Sirka                    | Зірка            | Зирка                                |
| Stepowe                  | Степове          | Степовое (Stepowoje)                 |
| Tawrijske                | Таврійське       | Таврийское (Tawrijskoje)             |
| Trudowe                  | Трудове          | Трудовое (Trudowoje)                 |
| Tscherwone               | Червоне          | Червоное (Tscherwonoje)              |
| Tschornosemne            | Чорноземне       | Черноземное (Tschernosemnoje)        |
| Tymofijiwka              | Тимофіївка       | Тимофеевка (Timofejewka)             |
| Welyka Terniwka          | Велика Тернівка  | Великая Терновка (Welikaja Ternowka) |
| Wesnjane                 | Весняне          | Весняное (Wesnjanoje)                |
| Wjasiwka                 | В'язівка         | Вязовка (Wjasowka)                   |
| Wolodymyriwka            | Володимирівка    | Владимировка (Wladimirowka)          |
| Wowtschanske             | Вовчанське       | Волчанское (Woltschanskoje)          |